# Mariana Crioula
Mariana Crioula, née vers 1808, est une femme noire réduite en esclavage au Brésil au milieu du XIXe siècle qui est devenue un symbole de la résistance à l'esclavage au Brésil.

## Biographie
Mariana Crioula est la couturière et la servante de Francisca Elisa Xavier (en), épouse du capitaine-major luso-brésilien Manuel Francisco Xavier (en). Elle est un temps mariée à José, un autre esclave contraint de travailler aux champs.
Elle est l'une des meneuses d'une révolte massive contre l'empire du Brésil en 1838, qui permet de libérer environ 400 autres esclaves dans la région de Vale do Café, dans la province de Rio de Janeiro. La révolte est menée par Crioula et Manuel Congo (en), son compagnon, tous deux proclamés roi et reine par leurs compagnons d'esclavage. Elle est chargée d'aider les femmes, les enfants et les personnes âgées à s'échapper. Elle a alors environ 30 ans.
La révolte est un franc succès : 300 des quelque 400 libérés parviennent à s'échapper. Ceux qui s'enfuient se réunissent finalement pour participer à la rébellion. En réponse, la Garde nationale brésilienne est appelée avec un contingent de 180 hommes, dirigé par le colonel Luís Alves de Lima e Silva. Ils capturent Crioula et quinze autres esclaves, mais ils sont acquittés. Cependant, Crioula est contrainte d'assister à l'exécution de Congo.

## Héritage
Le 24 février 2011, le gouvernement de l'État de Rio de Janeiro reconnaît Mariana Crioula comme héroïne de l'État.
Une biographie à son sujet est publiée en 2015 par l'autrice Jarid Arraes (en) dans le cadre de sa collection de cordel et de son livre Heroínas Negras Brasileiras em 15 cordéis.
En 2021, la salle d'exposition Mariana-Crioula est inaugurée dans la ville de Vassouras, à Rio de Janeiro. Plus tard cette année-là, une pièce de théâtre sur sa vie et la rébellion est créée à Paty do Alferes, à Rio de Janeiro.